# Sotigena rictalis
Sotigena rictalis là một loài bướm đêm trong họ Erebidae.